# Sebastián de Miranda Ravelo
Sebastián de Miranda Ravelo (Puerto de la Cruz, 12 de septiembre de 1721-Caracas, 1 de junio de 1791) fue un comerciante y militar español de origen canario que emigra a Venezuela a raíz de las complicaciones económicas que afectaron su natal valle de Orotava tras la erupción del Volcán Teide.

## Biografía
Hijo de Gabriel de Miranda, fue bautizado en la parroquia de Nuestra Señora de la Peña de Francia, en el Puerto de la Cruz, en 1721. El 24 de abril de 1749 contrajo matrimonio con la caraqueña Francisca Antonia Rodríguez de Espinosa, que pertenecía a la categoría social de los blancos de orilla, clase considerada entonces inferior a los blancos españoles y a los criollos, producto de este matrimonio nace su primer hijo Francisco de Miranda, en adelante tendría otros nueves hijos, cuatro varones (tres de ellos muertos al nacer) y cinco hembras, según los registros de bautizos y defunciones.

## Trayectoria
En Caracas se estableció como comerciante de lienzos. En sus inicios, la familia Miranda era económicamente modesta y vivía dentro del grupo socialmente discriminado de colonos canarios sin título de nobleza o blancos de orilla llegados a Caracas que, en costumbres, trato y nivel, formaban un núcleo aparte de los blancos criollos o mantuanos, los blancos españoles y los pardos. Con el tiempo, la situación de la familia mejoró notablemente y Sebastián de Miranda logró hacer fortuna como comerciante en Caracas, llegando a ser propietario de diversos inmuebles en la ciudad.
Ya en aquellos tiempos existían roces y conflictos sociales que empezaron a crear un problema de gobernabilidad para las autoridades coloniales, que además tenían que aliviar las secuelas negativas de la presencia de la Real Compañía Guipuzcoana que monopolizaba las transacciones comerciales en la provincia de Venezuela. Logró ser nombrado capitán del Batallón de Milicias de Blancos de Caracas. Su nombramiento produjo un fuerte rechazo del estamento social conocido como mantuano, sociedad compuesta de blancos criollos, descendientes de españoles, reflejo todo ello de conflictos sociales y raciales latentes. Había cierta dosis de desprecio de los mantuanos hacia Miranda por ser un comerciante, ocupación que a sus ojos lo inhabilitaba para ser capitán de Milicias. Aunque fue despojado de su uniforme, su hijo Francisco de Miranda ingresó en el Real Ejército español y el 25 de enero de 1771 Miranda se embarca en la fragata sueca Príncipe Federico hacia España, para recuperar el honor de su familia. El rey Carlos III ordenó a los caraqueños que se le permitiera a Miranda el uso del uniforme y del bastón, por considerársele hidalgo, lo cual ocurrió en 1772, cuando su hijo Sebastián Francisco ya llevaba un año fuera de Venezuela.